# Propallene cyathus
Propallene cyathus là một loài nhện biển trong họ Callipallenidae. Loài này thuộc chi Propallene. Propallene cyathus được miêu tả khoa học năm 1979 bởi Staples.